# Carole King
Carole King, nome d'arte di Carole King Klein, nata Carol Joan Klein (New York, 9 febbraio 1942), è una cantautrice, compositrice e pianista statunitense.
Essendo autrice o co-autrice di 118 canzoni entrate nella Billboard Hot 100, è l'autore di canzoni di maggior successo della seconda metà del XX secolo. Sessantuno suoi successi sono inoltre entrati nella classifica inglese, rendendola l’artista più presente nell’elenco dei singoli del Regno Unito.
La classifica della rivista Rolling Stone "The 100 Greatest Songwriters of All Time" la piazza al 7 posto insieme a Gerry Goffin.

## Biografia
Nata da una famiglia ebrea, Carole all'età di dodici anni iniziò a suonare il pianoforte e nella sua scuola, la James Madison High School, formò un quartetto vocale chiamato Co-Sines. Frequentò il Queens College, dove conobbe Neil Sedaka, al quale ispirò Oh! Carol, brano che divenne il suo primo grande successo. Carole King rispose componendo Oh, Neil. Sempre al college ebbe una relazione con Paul Simon, e poi con Gerry Goffin.
Con Gerry Goffin si sposò nel 1959 ed ebbe due figlie, anche loro cantanti, Louise Goffin e Sherry Goffin Kondor. I due lavorarono insieme come autori di canzoni, che affidarono principalmente all'interpretazione di gruppi vocali emergenti, come gli Everly Brothers, i Drifters, i Byrds; insieme alla coppia Bacharach - David costituirono il binomio di autori di maggior successo negli anni sessanta, a partire da Will You Love Me Tomorrow, scritta per il gruppo The Shirelles, che arrivò nel 1961 in cima alle classifiche.

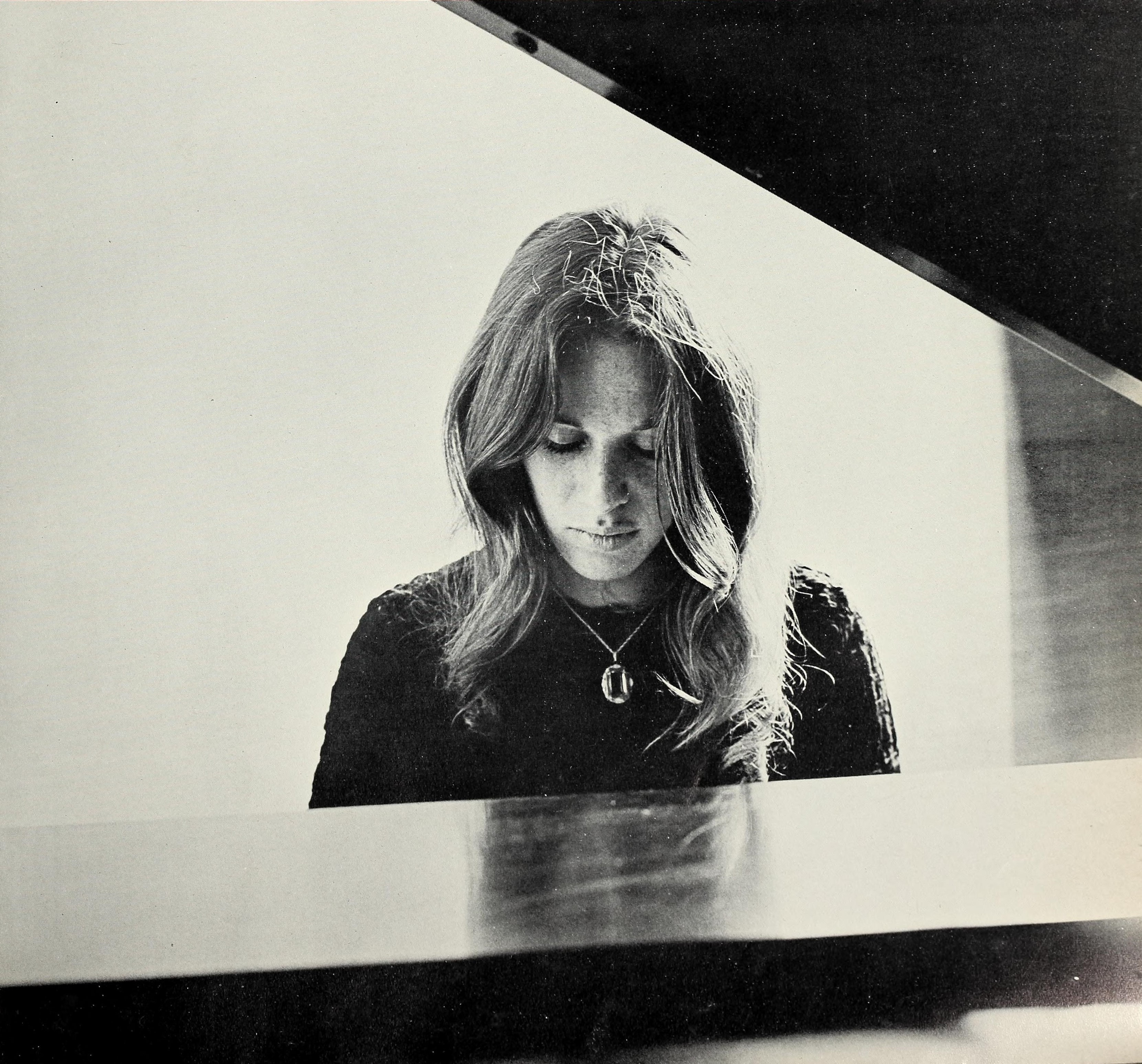
Carole King, 1971

La costruzione musicale dei successi di Goffin e King si discostava dagli stereotipi dell'epoca. Lo stesso Paul McCartney ha raccontato in più occasioni che i Beatles, agli albori della loro carriera, si ispirarono per il loro stile alle armonizzazioni, tra gli altri, proprio degli Everly Brothers.
Dopo il divorzio da Goffin nel 1968, e il successivo matrimonio con il bassista Charles Larkey, iniziò un periodo di crisi e di insuccessi per la sua carriera, fino al 1971, anno della pubblicazione di Tapestry. L'album ebbe un immediato successo sia tra il pubblico che tra la critica e fu riconosciuto come uno dei simboli della musica cantautorale statunitense degli anni settanta; con numerosi singoli tratti dall'album, Tapestry rimase nelle classifiche per più di sei anni; solo in America vendette più di 10 milioni di copie e nel mondo circa 22 milioni. Vinse quattro Grammy Awards, e fu posizionato dalla rivista Rolling Stone al 36º posto nella classifica dei 500 migliori album. All'album collaborarono Joni Mitchell e James Taylor, suo grande amico, per il quale scrisse You've Got a Friend, il suo primo grande successo. Il singolo It's Too Late con testo di Toni Stern raggiunge la prima posizione nella Billboard Hot 100 per cinque settimane nel 1971 e vinse il Grammy Award alla registrazione dell'anno nel 1972. In seguito pubblicò Music (1971), Rhymes and Reasons (1972) e Wrap Around Joy (1974) che ebbero grande successo anche se mai come Tapestry.

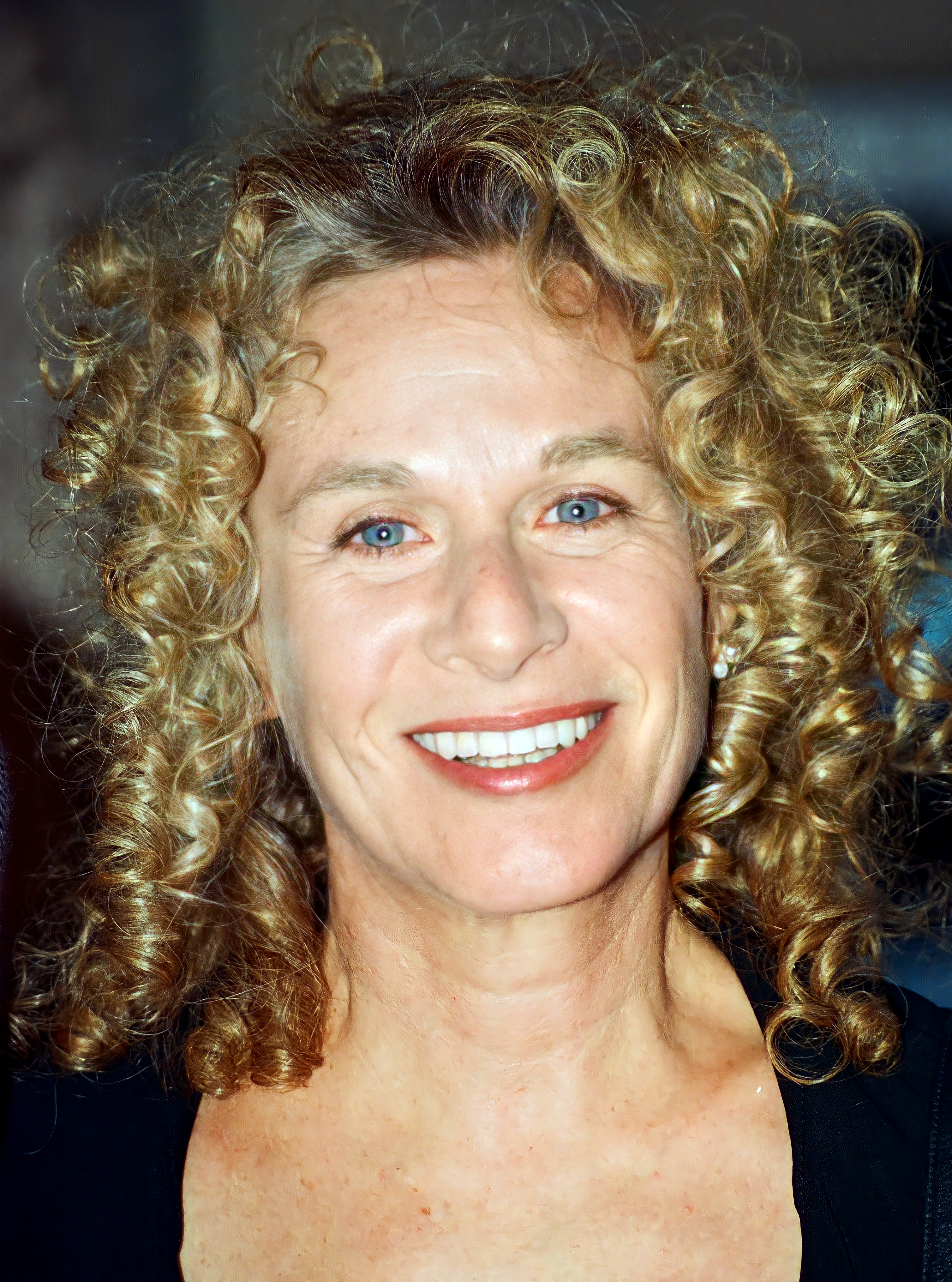
Carole King nel 2002

Nel 1973 tenne un concerto gratuito al Central Park di New York davanti a circa 100 000 spettatori. Dal 1983 si è impegnata come ambientalista e sostiene il Partito Democratico. Nel 1994 ha pubblicato In Concert, il primo album dal vivo della sua carriera nel quale ha ospitato Slash, David Crosby e Graham Nash. Due anni dopo è stato realizzato un film ispirato alla sua vita, Grace of my Heart.
Ha riscritto la canzone Where You Lead (I Will Follow) per adattarla al telefilm Una mamma per amica, cantandola con la figlia Louise Goffin. È anche apparsa in qualche episodio, nel ruolo della proprietaria del negozio di musica.
Nel 2004 ha lanciato il suo tour The Living Room Tour. Nel 2021 è stata inclusa nella Rock and Roll Hall of Fame di Cleveland

## Discografia

### Album in studio
- 1970 - Writer
- 1971 - Tapestry
- 1971 - Music
- 1972 - Rhymes & Reasons
- 1973 - Fantasy
- 1974 - Wrap Around Joy
- 1975 - Really Rosie (colonna sonora)
- 1976 - Thoroughbred
- 1977 - Simple Things
- 1978 - Welcome Home
- 1979 - Touch the Sky
- 1982 - One to One
- 1983 - Speeding Time
- 1989 - City Streets
- 1993 - Colour of Your Dreams
- 2001 - Love Makes the World
- 2011 - A Holiday Carole

### Raccolte
- 1978 - Her Greatest Hits: Songs of Long Ago
- 1980 - Pearls: Songs of Goffin and King
- 1994 - A Natural Woman: The Ode Collection (1968–1976)
- 1994 - Time Gone By
- 1998 - Goin' Back
- 1999 - The Early Years
- 2000 - Super Hits
- 2006 - Collections
- 2010 - The Essential Carole King
- 2012 - The Legendary Demos

### Dal vivo
- 1994 - In Concert
- 1996 - The Carnegie Hall Concert: June 18, 1971
- 2005 - The Living Room Tour
- 2010 - Live at The Troubadour (con James Taylor)
- 2017 - Tapestry: Live in Hyde Park

### Singoli
- 1961 - Don't Ever Change
- 1962 - It Might As Well Rain Until September
- 1963 - He's a Bad Boy
- 1971 - It's Too Late / I Feel the Earth Move
- 1971 - So Far Away / Smackwater Jack
- 1972 - Sweet Seasons
- 1972 - Been to Canaan
- 1973 - Believe in Humanity
- 1973 - You Light Up My Life
- 1973 - Corazón
- 1974 - Jazzman
- 1975 - Nightingale
- 1976 - Only Love Is Real
- 1976 - High Out of Time
- 1977 - Hard Rock Cafe
- 1977 - Simple Things
- 1978 - Morning Sun
- 1980 - One Fine Day
- 1982 - One to One
- 1989 - City Streets
- 1992 - Now and Forever
- 2001 - Love Makes the World

## Filmografia

### Cinema
- L'amore di Murphy (Murphy's Romance), regia di Martin Ritt (1985)
- Mamma ho acchiappato un russo (Russkies), regia di Rick Rosenthal (1987)

### Televisione
- Mary Tyler Moore (The Mary Tyler Moore Show) – serie TV, episodio 5×24 (1975)
- Nel regno delle fiabe (Faerie Tale Theatre) – serie TV, episodio 3×01 (1984)
- The Tracey Ullman Show – serie TV, episodio 4×08 (1989)
- I casi di Rosie O'Neill (The Trials of Rosie O'Neill) – serie TV, episodio 1×15 (1991)
- ABC Afterschool Specials – serie TV, episodio 19×05 (1991)
- Una mamma per amica (Gilmore Girls) – serie TV, 4 episodi (2002–2005; 2016)

## Riconoscimenti e premi
- Nel 1990, Carole King fu inserita con Goffin nella "Rock and Roll Hall of Fame" nella categoria non-esecutori per il suo successo come autrice musicale.
- Nel 2007 fu inserita nella "Long Island Music Hall of Fame".
- Nel 2012 è stata inserita la stella col suo nome nella "Hollywood Walk of Fame".
- Alla fine degli anni 60 Eumir Deodato compose un brano intitolato Carlota y Carolina dedicato a lei e a Carly Simon; lo stesso brano con il titolo Carly and Carole veniva poi inserito in una nuova versione leggermente più veloce nell'album Prelude pubblicato dallo stesso nel 1972.
- Nel 2013 il Presidente Barack Obama le ha conferito il Library of Congress Gershwin Prize for Popular Song.
- Nel 2015, Carole King ha ricevuto insieme a George Lucas, Rita Moreno, Seiji Ozawa e Cicely Tyson il 38º premio del Kennedy Center Honors.
- Nel 2014 a Broadway ha debuttato Beautiful: The Carole King Musical, musical basato sulla vita dell'artista, impersonata da Jessie Mueller.

## Doppiatrici italiane
- Antonella Giannini in Una mamma per amica